# Erythroxylum sarawakanum
Erythroxylum sarawakanum là một loài thực vật có hoa trong họ Erythroxylaceae. Loài này được R.C.K.Chung mô tả khoa học đầu tiên năm 1996.